# Masaya
Masaya je město v Nikaragui. Nachází se v jihozápadní části státu a je správním střediskem stejnojmenného departementu Masaya. Je vzdáleno přibližně 27 km od hlavního města Managua, jehož metropolitní oblastí je součástí. V blízkosti města se nachází aktivní vulkán Masaya.

## Partnerská města
- Beloit, Wisconsin, USA
- Belo Horizonte, Brazílie
- Cartago, Kostarika
- Dietzenbach, Německo
- Leicester, Spojené království
- Nijmegen, Nizozemsko
- North Plainfield, New Jersey, USA